# Королівська битва (роман)
«Королівська битва» (яп. バトル・ロワイアル, Батору Роваїару) — роман-бестселер японського письменника Косюна Такамі, вперше опублікований у квітні 1999 року видавництвом Ohta. Пізніше знято однойменний художній фільм, а також намальовано п'ятнадцять томів манги, автором якої став Масаюкі Тагуті. Роман перекладено англійською, французькою, німецькою, російською та іншими мовами.

## Сюжет
Дія відбувається в 1997 році у вигаданій державі Народна Республіка Далекосхідна Азія (яп. 大東亜共和国, дай то:а кьо:вакоку), що постала внаслідок альтернативного завершення Другої світової війни, де Японія вийшла переможницею. Державою керує напівміфічна особа Великий Диктатор. Уряд під його владою провадить жорстку цензуру та приховане винищення інакодумства. «З метою безпеки» розроблено програму бойової підготовки школярів. Щороку 50 випадково обраних учнів молодшої середньої школи доставляються на безлюдний острів (або на будь-яку іншу обмежену ділянку суходолу) і повинні битися один з одним, поки не залишиться один переможець. Офіційно це потрібно для дослідження навичок виживання та бойової готовності. Насправді мета програми полягає в залякуванні населення.
Група учнів середньої школи вигаданого міста Сіроїва, в префектурі Каґава, готується до екскурсії. Серед них — рок-зірка Шуя Нанахара, чий батько був убитий режимом; Норіко Накаґава, скромна дівчина, в яку закоханий найкращий друга Шуї; Сьоґо Кавада, тихий, жорсткий хлопець; і соціопатичний вундеркінд Кадзуо Кіріяма. По дорозі їх присипляють газом і доставляють на острів.
Школярі отямлюються оточені військовими, а шиї учнів одягнені металеві нашийники з вибухівкою. Нашийники вибухнуть при спробі зняти їх, або якщо власник опиниться в «забороненій зоні». Учитель, Кінпацу Сакамочі повідомляє, що клас обрано для участі в «Королівській битві». Учням видають набори для виживання та випадкову зброю/інструмент. Коли розпочнеться битва, вони повинні будуть убивати одні одних. Хірокі Сугімурі дістається радар, який відстежує школярів навколо, а Тошінорі Ода отримує бронежилет.
Згідно з правилами, деякі зони острова оголошуються «небезпечними», що змушує учасників битви постійно пересуватися. Школярі починають боротьбу за виживання, хулігани Міцуко Сума та Кіріяма вбивають багатьох. Шуя бере Норіко під свою опіку після того, як його найкращого друга вбивають, вважаючи, що він зобов'язаний вшанувати свого загиблого друга, захищаючи його кохану. Сьоґо, який, як виявилося, став переможцем у попередній «Королівській битві», сподівається покласти край програмі. Він уникає сутичок і приєднуючись до Шуї. Друг Шуї, спортсмен Шіндзі Мімура, намагається зламати комп'ютерну систему «Королівської битви», щоб підірвати будівлю, де розміщені Сакамочі та інший персонал, але його вбиває Кіріяма.
Зрештою, в середині третього дня, живими залишилися лише Сьоґо, Шуя, Норіко та Кіріяма, що полює на решту трьох. Після автомобільної погоні Кіріяму вдається застрелити. Попри те, Сьоґо цілиться у Шую та Норіко, кажучи, що вони дарма йому довіряли. Організатори, що таємно можуть підслуховувати розмови через ошийники, чують два постріли.
Сьоґо стає переможцем і його в супроводі солдатів забирають із острова. Однак Сакамочі здогадується, що Шуя та Норіко живі, і що Сьоґо домовився з ними інсценізувати їхню смерть. Сакамочі намагається вбити Сьоґо, але гине сам від його рук. Шуя та Норіко викрадають човен і вбивають солдатів на борту. Коли човен пливе до материка, Сьоґо помирає від ран, отриманих під час бою з Кіріямою, але називає Шую та Норіко своїми найкращими друзями. Згідно з його порадою, Шуя та Норіко планують втекти до демократичної Америки.

## Правила Королівської битви
1. Відповідно до класного списку кожен учасник отримує порядковий номер (нумерація хлопчиків і дівчаток окрема), на шию надягається спеціальний нашийник (у ньому містяться вибухівка, мікрофон і передавач, що повідомляє організаторам місце розташування учасника) і, після розіграшу початкового номера учасника, школярі вступають у гру, по черзі дівчатка і хлопчики.
2. Територію проведення гри умовно поділено на сектори, що показано на картах для учасників.
3. Кожен учасник у випадковому порядку вибирає сумку, в якій зберігається приладдя для гри (холодна або вогнепальна зброя, бронежилет, навігатор, отрута тощо, або зумисне марні речі, як-от виделка), карта місця проведення гри (в цьому випадку, острова Окісіма) і провізія (пляшка води і булочка). Також видається олівець.
4. Протягом кожних 6 годин (починаючи з дванадцятої) інструктор оголошує через гучномовець і за допомогою ретрансляторів імена загиблих, а також перелік заборонених зон усередині обмеженої території. Усередині забороненої зони, починаючи із зазначуваного в трансляціях часу, на нашийники учасників, що перебувають у цих зонах, Центральний комп'ютер інструктора посилає сигнал на підрив (зокрема, це призводить до загибелі хлопчика на ім'я Сьо Цукіока). Першою забороненою зоною стає територія школи, в якій проходить інструктаж.
5. Зі всіх учасників у кінці гри повинен залишитися лише один. Протягом кожних 24-х годин повинен вибувати (тобто вмирати) принаймні один учасник; в іншому випадку (тобто в разі загального пацифізму) будуть підірвані ошийники всіх учасників. На гру відводиться 3 доби.
Поміж собою школярі називають «учасниками» тільки тих, хто прийняв умови і став активно позбавлятися від інших. Деякі займають вичікувальну позицію, деякі добровільно розлучаються з життям, щоб не ставати вбивцями. Гра триває, поки не залишиться тільки один. Він стає переможцем, за що отримує довічну державну пенсію, пам'ятну фотографію і автограф Великого Диктатора.